# Bulakwaru
Bulakwaru is een bestuurslaag in het regentschap Tegal van de provincie Midden-Java, Indonesië. Bulakwaru telt 7398 inwoners (volkstelling 2010).